# Предательница (телесериал)
«Преда́тельница» (исп. La Traicionera) — колумбийский сериал 2011 года. Он является адаптацией аргентинского сериала «Мерзавка», где главную роль сыграла актриса Хуана Виале. В колумбийской версии главную роль сыграла Марианела Гонсалес. Она сыграла женщину, которой придется выбрать, что важнее: любовь или месть. В итоге она стала причиной раздора между отцом и сыном, которых сыграли Хуан Мануэль Мендоса и Виктор Мальярино.

## Сюжет
История началась двадцать лет назад, когда Мария Эррера, небогатая работящая женщина, влюбилась в преуспевающего бизнесмена Эдуардо Санинта. Она забеременела, но мужчина понял, что не хочет оставлять семью ради Марии. У него есть жена Анни и сын Эстебан. Эдуардо не знает, что Мария ждет от него ребёнка. Мария приходит к нему домой, но её не пускают на порог. Мария умоляет служанку хотя бы передать письмо хозяину, но женщина боится ссоры между хозяевами, поэтому после ухода Марии уничтожает письмо.
Через некоторое время о беременности Марии узнает её мать Грасия. Она идет к Эдуардо снова, но на этот раз сталкивается с его отцом. Мужчина дает ей чек на крупную сумму и просит больше не беспокоить Эдуардо. Ведь его сын не хочет ничего знать о Марии и бросать свою семью ради любовницы. У Марии начинается сильная депрессия после того, как она узнала о том, что Эдуардо забыл о ней. В итоге из-за переживаний и стрессов мальчик родился с аутизмом. Мария покончила жизнь самоубийством. Грасия в свою очередь возненавидела мальчика, которого назвали Мануэлем. Она начала внушать своей внучке Ренате, что она должна отомстить за свою мать. А Мануэля Грасия отправила в интернат. Рената испытывает ненависть к Эдуардо, но искренне любит своего брата и часто его навещает в отличие от бабушки.
Через двадцать лет Рената превращается в красивую молодую женщину. И она решает воспользоваться своей красотой, чтобы отомстить Эдуардо Санинту, заставить его умереть от любви также, как умерла её мать. Девушка получает работу у Эдуардо и решает держаться поближе к человеку, который причинил столько горя её семье.
Но судьба ставит препятствие её планам. В день собеседования она встречается с галантным и обаятельным парнем Эстебаном, который оказался сыном Эдуардо. Рената старается всячески избегать парня, потому что она полюбила его с первого взгляда. Любовь может разрушить все её планы. Но Рената поклялась перед Богоматерью, что доведёт до конца свою месть и покончит с Эдуардо Санинтом.
Ренате не раз придется выбирать между любовью и ненавистью. Ненависть начнет всё больше и больше усложнять ей жизнь, но покажет, что убивать, оказывается, не так сложно. Чаще всего убийство будет самым простым выходом. Ренате придется убивать тех, кто мешает её планам, совершать подлые и отвратительные поступки. И все ради мести, с которой она живёт.

## Актёры
- Марианела Гонсалес — Рената Медина Эррера
- Хуан Мануэль Мендоса — Эстебан Санинт
- Виктор Мальярино — Эдуардо Санинт
- Кристина Лилли — Анни де Санинт
- Вики Эрнандес —  Грасиа Эррера
- Рикардо Велес — Габриэль Санинт
- Ана Лусия Домингес — Мартина Фигероа
- Хосе Нарваэс — Эрнан Посада
- Паула Кастаньо — Эсмеральда Гарсиа
- Игнасио Менесес — Мануэль Эррера.
- Карла Хиральдо — Ванеса Рамирес
- Кони Камело — Андреа
- Сильвия де Диос — Марсия Посада[5]